# Los estados carenciales
Los estados carenciales es una novela de Ángela Vallvey, ganadora del premio Nadal en 2002. 

## Argumento
Vili es el director de una peculiar Academia donde ayuda a los alumnos a encontrar la felicidad. Vili somete a sus alumnos a una exploración interior y les hace ver en ellos mismos la grandeza y ridiculez humanas.
La autora utiliza el melodrama para desarrollar la historia, sin embargo también utiliza el sarcasmo y la ironía. Su aparente frivolidad sirve para dudar de las verdades tradicionales y estar de acuerdo o derribarlas.
| Predecesor                                         | Premios de Los estados carenciales | Sucesor                                            |
| -------------------------------------------------- | ---------------------------------- | -------------------------------------------------- |
| El niño de los coroneles de Fernando Marías Amondo | Premio Nadal (2002)                | Los amigos del crimen perfecto de Andrés Trapiello |

- Datos: Q5980855